# Furcoribula tridentata
Furcoribula tridentata är en kvalsterart som beskrevs av Wen 1991. Furcoribula tridentata ingår i släktet Furcoribula och familjen Astegistidae. Inga underarter finns listade i Catalogue of Life.